# برامشه
شهر برامشه در ایالت نیدرزاکسن در کشور آلمان واقع شده است.